# Jaume Vilà i Figueras
Jaume Vilà i Figueras (Cornellà de Llobregat, Baix Llobregat, 1949 - Barcelona, 21 de novembre de 2022) fou un intèrpret i professor de tenora.
Va ser tenora solista de les cobles La Principal del Llobregat (1970-1978), La Principal de la Bisbal (1978-1983), i Cobla Municipal Ciutat de Barcelona. Des del 1983 i fins al 2015 va ser músic de la Banda Municipal de Barcelona com a flauta i tenora solista. També va col·laborar amb l'Orquestra Simfònica de Barcelona i Nacional de Catalunya, amb l'Orquestra Simfònica del Gran Teatre del Liceu o l'Orquestra Simfònica del Vallès.
En l'àmbit pedagògic, va ser professor de tenora al Conservatori Superior de Música de Barcelona. Va formar part de la nissaga de músics Vilà de Cornellà de Llobregat, iniciada pel seu besavi Diego Vilà i Priu, i continuada pel seu avi Dídac Vilà i Moragues, el seu pare Jaume Vilà i Mèlich (Javimel), i, després, pel seu germà Josep Vilà i Figueras i per ell mateix.
A catorze anys va rebre la seva preparació en teoria musical per part de Glòria Molins, professora de música de Cornellà de Llobregat. A final dels anys 60, va estudiar algunes lliçons de tenora amb Arcadi Margarit, però el seu veritable mestre va ser Josep Colomer, qui acabava d’entrar de tenora primera a La Principal del Llobregat. El 1968 va integrar-se a la mateixa cobla com a tenora segona i, des del 1970 al 1977, passarà a ocupar el lloc del seu mestre com a tenora primera. En aquell moment, tres membres de la nissaga Vilà formaven part de la cobla, el pare i els dos fills.
En l'àmbit pedagògic, va ser professor de tenora al Conservatori Superior de Música de Barcelona, al Conservatori de Cervera i al Conservatori del Liceu, a més de fer classes particulars. Un dels seus deixebles ha estat Jordi Figaró.
Va participar en els estudis sobre l’acústica de la tenora amb el Dr. Joaquim Agulló i Batlle de la Universitat Politècnica de Catalunya i, l’any 1987, dins d’aquests estudis, va il·lustrar musicalment diversos congressos i conferències.
Durant més de 50 anys Jaume Vilà i Figueras va tocar amb una tenora construïda per Enric Soldevila i Santandreu "Catroi" de Figueres. Aquest instrument, de 13 claus i una clau d'octava afegida, va ser propietat de diferents músics gironins i barcelonins fins a arribar a mans d'Antoni Gomar i Bosch l'any 1947. El 1960 el va cedir a Jaume Vilà i Figueras per tot el període que el músic estigués en actiu. Arribat el moment, Antoni Gomar ha fet donació de la tenora “Catroi” al Museu de la Música de Barcelona, i l'instrument forma part del fons del museu des del novembre de 2017 (MDMB 12475).